# Dmytro Zajciw
Dmytro Zajciw (ukrainska: Дмитро Зайців), född 17 februari 1897 i Velyka Mychajlivka, Ukraina, död i december 1976 i Rio de Janeiro, Brasilien, var en ukrainsk-brasiliansk entomolog som upptäckte många skalbaggar, däribland släktena Adesmoides och Pseudogrammopsis samt arterna Beraba angusticollis och Mionochroma subaurosum.
Auktorsnamnet Zajciw kan användas för Dmytro Zajciw i samband med ett vetenskapligt namn inom zoologin; se Wikipedia-artiklar som länkar till auktorsnamnet.